# São Cibrão das Vinhas

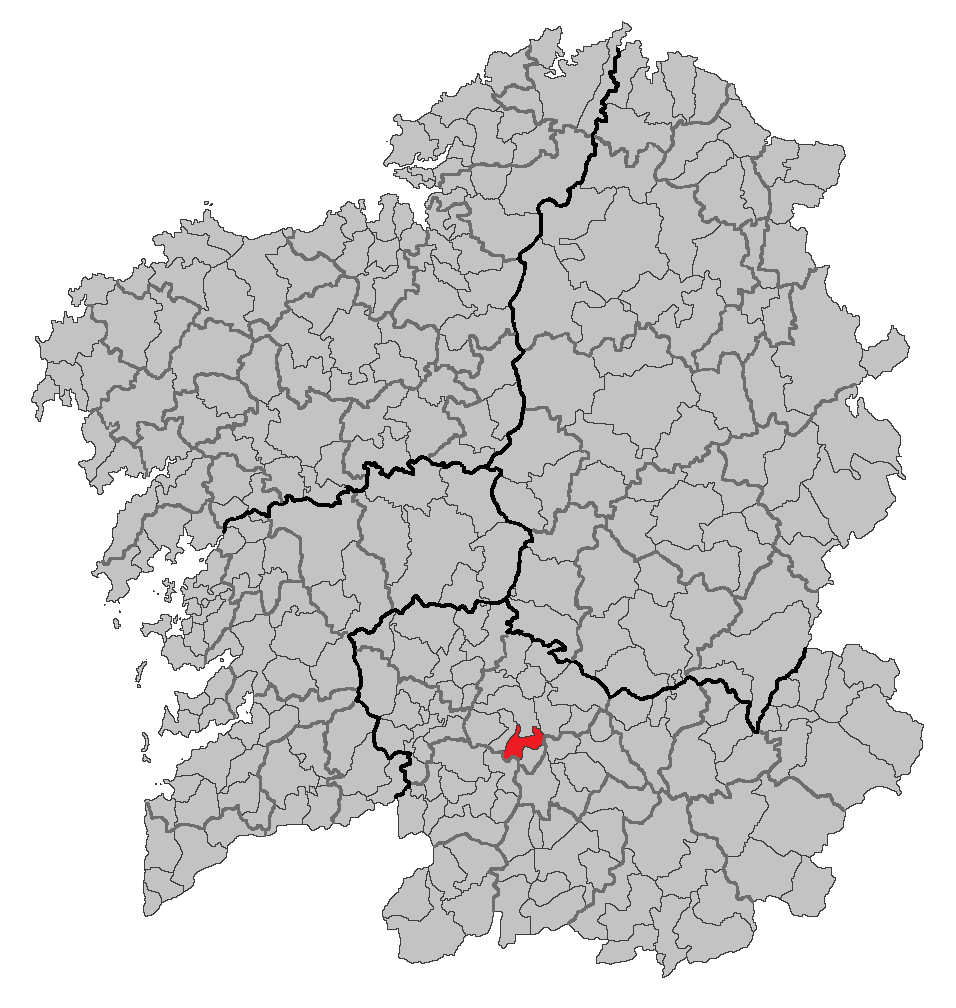
Localização de São Cibrão das Vinhas

São Cibrão das Vinhas (em normativa RAG e oficialmente, San Cibrao das Viñas) é um município da Espanha na província 
de Ourense, 
comunidade autónoma da Galiza, de área 39,48 km² com 
população de 4151 habitantes (2007) e densidade populacional de 97,75 hab/km².

## Demografia
| Variação demográfica do município entre 1991 e 2014 | Variação demográfica do município entre 1991 e 2014 | Variação demográfica do município entre 1991 e 2014 | Variação demográfica do município entre 1991 e 2014 | Variação demográfica do município entre 1991 e 2014 | Variação demográfica do município entre 1991 e 2014 |
| --------------------------------------------------- | --------------------------------------------------- | --------------------------------------------------- | --------------------------------------------------- | --------------------------------------------------- | --------------------------------------------------- |
| 1991                                                | 1996                                                | 2001                                                | 2004                                                | 2007                                                | 2014                                                |
| 3322                                                | 3310                                                | 3669                                                | 3867                                                | 4151                                                | 4972                                                |